# Awraham Joffe
Awraham Joffe (ur. 25 października 1913, zm. 11 kwietnia 1983) – izraelski dowódca wojskowy w stopniu generała majora (alluf), oficer dyplomowany Sił Obronnych Izraela, w latach 1973–1977 polityk.

## Młodość
Awraham Joffe urodził się w żydowskiej osadzie Jawne’el, będącej wówczas w Imperium osmańskim. Ukończył szkołę rolniczą Mikwe Jisra’el.

## Kariera wojskowa
W 1929 roku wstąpił do żydowskiej organizacji paramilitarnej Hagana. W 1936 roku był jednym z założycieli kibucu Nir Dawid, który został wcześniej zniszczony przez Arabów. Odbudowany kibuc był jedną z pierwszych osad obronnych, posiadających obronną palisadę i wieżę obserwacyjną. W czerwcu 1938 roku został członkiem Specjalnej Jednostki Nocnej (hebr. פלוגות הלילה המיוחדות, Plugot Ha'Layla Ha'Meyukhadot; ang. Special Night Squads), utworzonej przez brytyjskiego kapitana Orde’a Wingate’a. Ich celem było prowadzenie regularnej walki z arabskimi gangami napadającymi na żydowskie osady. Jednostki te przeprowadzały nocne operacje na terytorium całej Palestyny, organizując zasadzki i atakując arabskie milicje. Joffe bardzo szybko awansował na dowódcę jednego z takich oddziałów.
Podczas II wojny światowej w 1940 roku wstąpił do brytyjskiej armii, w której służył w korpusie artylerii. Brytyjską armię opuścił w 1947 w stopniu kapitana i zaangażował się w organizację nielegalnej imigracji europejskich Żydów do Mandatu Palestyny. W trakcie wojny domowej w Mandacie Palestyny, w maju 1948 powierzono mu dowództwo nad batalionem Brygady Golani. Podczas operacji Gideon, w dniu 12 maja jego batalion zdobył arabską wieś Beisan, której mieszkańcy zostali przymusowo wysiedleni.
W czasie kryzysu sueskiego w 1956 dowodził rezerwową Brygadą Oded. Przeprowadziła ona trudny atak przez pustynię, zajmując Szarm el-Szejk na południu półwyspu Synaj. W latach 1957–1958 stał na czele wydziału szkoleń i był dowódcą szkoły oficerskiej. W 1958 objął szefostwo nad Południowym Dowództwem, a w 1962 szefostwo nad Północnym Dowództwem. W 1964 został zdemobilizowany. W okresie pracy cywilnej zaangażował się w działalność na rzecz ochrony przyrody. Pełnił obowiązki dyrektora Nature Reserves Authority.
Przed wybuchem wojny sześciodniowej w 1967 ponownie wcielono go do czynnej służby i powierzono mu dowództwo nad dywizją piechoty. Jego cztery brygady prowadziły natarcie na półwyspie Synaj, przez trudny rejon Wadi Haroudin, który był niedostępny dla czołgów. Dzięki zdecydowanemu natarciu zdołano opanować strategiczne skrzyżowanie Bir Lahfan, uniemożliwiając Egipcjanom przegrupowanie posiłków w rejon linii frontu. Następnie siły generała Joffe przeszły przez rejon pustynnych wydm, które Egipcjanie uznawali za niemożliwe do przejechania przez czołgi. Umożliwiło to przeprowadzenie następnych działań manewrowych, w wyniku których egipska 3 Armia znalazła się w okrążeniu. Pod koniec wojny, siły Joffe dotarły do Kanału Sueskiego.

## Kariera polityczna
Po zakończeniu kariery wojskowej, Joffe zaangażował się w działalność polityczną. Był jednym z założycieli Ruchu na rzecz Wielkiego Izraela, który przystąpił do partii politycznej Likud. W wyniku wyborów parlamentarnych w 1973 wszedł do Knesetu. Był członkiem wpływowej parlamentarnej komisji spraw zagranicznych i obrony oraz komisji finansów.